# Franz Wunderlich
Franz Wunderlich (* 11. Oktober 1963 in Köln) ist ein ehemaliger deutscher Amateurfußballer, der zwei Bundesliga-Kurzeinsätze für den 1. FC Köln absolvierte.

## Karriere
Im Sommer 1989 war Franz Wunderlich vom SC Viktoria Köln, für den er 1986/87 im DFB-Pokal auflief, zu den Amateuren des 1. FC Köln gewechselt. In der Saison 1990/91 wechselte ihn der damalige Trainer der Profimannschaft, Erich Rutemöller, am 10. Spieltag beim 4:0-Sieg gegen den FC Bayern München in der 80. Minute für Olaf Janßen und am 17. Spieltag beim 2:2 gegen den 1. FC Kaiserslautern in der 58. Minute für Andreas Gielchen ein. Zudem gehörte er dem Kader des 1. FC Köln in dieser Pokalsaison an, den Titelgewinn verpasste der Klub in dieser Spielzeit jedoch durch ein 3:4 nach Elfmeterschießen im Finale gegen Werder Bremen. Überwiegend lief Wunderlich in seiner Zeit beim 1. FC Köln jedoch als Spielführer der Amateure in der damaligen Oberliga Nordrhein auf.
Nach seiner aktiven Karriere trainierte Wunderlich verschiedene Amateurvereine in und um Köln, unter anderem den Oberligisten FC Junkersdorf. Von 2004 bis 2006 war er Übungsleiter der SpVg Porz, mit dem Verein erreichte er den Aufstieg in die Verbandsliga Mittelrhein. Seit 2011 ist Franz Wunderlich in verschiedenen Positionen bei Viktoria Köln tätig. Zunächst war er von 2011 bis 2014 als Sportlicher Leiter aktiv, bevor er 2014 die Aufgaben des Vize-Präsidenten und Sport-Vorstands übernahm.
Wunderlichs Sohn Mike war Profifußballer.

## Sonstiges
Privat
Seit 1986 leitet Wunderlich eine Firma für Gebäudereinigung und Dienstleistungen. 2023 stieg sein Sohn Mike Wunderlich, ebenfalls ehemaliger Fußballspieler, als Geschäftsführer in das Unternehmen ein.